# Tityus microcystis
Espèce
Tityus microcystis est une espèce de scorpions de la famille des Buthidae.

## Distribution
Cette espèce est endémique du Minas Gerais au Brésil. Elle se rencontre vers Mariana.

## Publication originale
- Lutz & Mello, 1922 : « Cinco novos escorpiões brasileiros dos gêneros Tityus e Rhopalurus. » Folha Medica Anales, vol. 3, no 4, p. 25-26.